# وقواق مدغشقري
وقواق مدغشقري (الاسم العلمي: Cuculus rochii) (بالإنجليزية: Madagascar Cuckoo)‏ هو نوع من الطيور يتبع جنس الوقواق من فصيلة طيور الوقواق.